# Улинич, Феликс Романович
Феликс Романович Улинич (1929—1990) — физик-теоретик, профессор, доктор физико-математических наук, специалист в области физики плазмы и твердого тела.

## Биография
Родился 2 мая 1929 года в Москве в семье потомственных интеллигентов. Отец — инженер, лауреат Сталинской премии Роман Борисович Улинич. Дед — архитектор Борис Яковлевич Улинич.
Окончил физический факультет Харьковского государственного университета (1953).
Работал в научных институтах:
- 1953—1956 — ВНИИ угля
- 1956—1959 — Институт радиофизики и электроники СО АН СССР
- 1959—1964 — Институт физики Земли
- с 1964 года — Институт атомной энергии им, И. В. Курчатова (Магнитная лаборатория, Филиал ИАЭ в Троицке).

Защитил кандидатскую (1958) и докторскую (1972) диссертации. Профессор МФТИ.
Решил (вместе с соавторами) задачу о величине коэффициента надбарьерного отражения квантовомеханической частицы.
В 1968 году (задолго до экспериментального открытия квантового эффекта Холла) высказал его основную идею — бездиссипативный дрейф квазидвумерных электронов в скрещенных электрическом и магнитном полях.
В термоядерных исследованиях решил основную проблему открытых ловушек — удержание электронов, поток которых может в 60 раз превосходить поток ионов.
Предложил идею применения бинарных бозеоператоров для математически строгого описания конденсата в классической задаче о слабонеидеальном бозе-газе.

## Семья
Жена — писательница Нина Матвеевна Соротокина. Сыновья — Алексей и Николай.